# Dumbrava Roșie
Dumbrava Roșie je rumunská obec v župě Neamț. Žije zde přibližně 7 600 obyvatel. Obec se skládá ze čtyř částí.

## Části obce
- Dumbrava Roșie – 3 762 obyvatel
- Brășăuți – 570 obyvatel
- Cut – 2 080 obyvatel
- Izvoare – 1 167 obyvatel